# NGC 7107
NGC 7107 (również PGC 67209) – galaktyka spiralna z poprzeczką (SBdm), znajdująca się w gwiazdozbiorze Żurawia. Odkrył ją John Herschel 6 września 1834 roku.
W galaktyce tej zaobserwowano supernową SN 2005dc.